# Pullach im Isartal
Pullach im Isartal is een plaats in de Duitse deelstaat Beieren, en maakt deel uit van het Landkreis München.
Pullach im Isartal telt 8.894 inwoners.
In de kleine plaats is het hoofdkantoor gevestigd van de Bundesnachrichtendienst (BND), de Duitse inlichtingendienst.

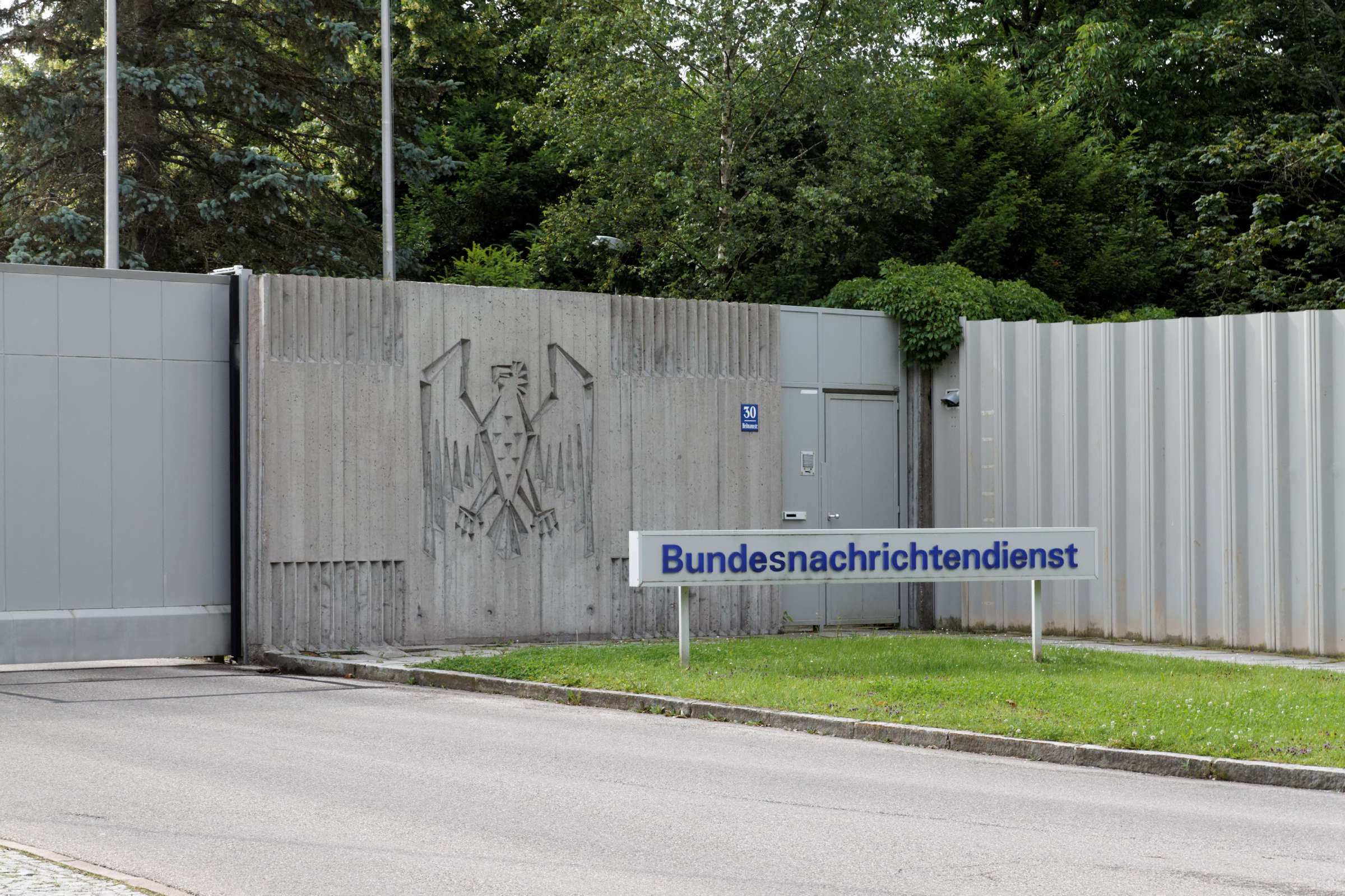
Toegang BND-terrein

Aschheim ·
Aying ·
Baierbrunn ·
Brunnthal ·
Feldkirchen ·
Garching bei München ·
Gräfelfing ·
Grasbrunn ·
Grünwald ·
Haar ·
Hohenbrunn ·
Höhenkirchen-Siegertsbrunn ·
Ismaning ·
Kirchheim bei München ·
Neubiberg ·
Neuried ·
Oberhaching ·
Oberschleißheim ·
Ottobrunn ·
Planegg ·
Pullach im Isartal ·
Putzbrunn ·
Sauerlach ·
Schäftlarn ·
Straßlach-Dingharting ·
Taufkirchen ·
Unterföhring ·
Unterhaching ·
Unterschleißheim